# Arcandor AG
Arcandor AG (tidigare KarstadtQuelle AG) är Europas största varuhus- och postorderkoncern. Koncernen skapades 1999 då Karstadt AG och Quelle AG slog sig samman. 
Rudolph Karstadt står som grundare.
Varuhus
- Karstadt

Postorder
- Quelle AG
- Neckermann AG

resa + turism
- Thomas Cook AG

(incl. My Travel + Thomas Cook Airlines Scandinavia)
1. ↑  hämtat från: tyskspråkiga Wikipedia.[källa från Wikidata]